# 로베르토 페타지니
로베르토 안토니오 페타지니(Roberto Antonio Petagine, 1971년 6월 7일 ~ )는 베네수엘라의 야구선수이다.

## 경력

### 첫 번째일본 프로 야구
야쿠르트와 요미우리에서 팀의 중심 타선으로 활약했다. 장타력, 선구안, 스피드를 고루 갖춘 타자라는 평을 받았으며 삼진도 잘 당하지 않았다. 땅볼을 잡은 뒤의 후속 처리가 능숙하여 1루수로 시즌 최다 보살 기록을 갖고 있으며 골든 글러브상을 3회 받았다.
1999년 야쿠르트 스왈로스에서 첫시즌 134경기 출장 147개의 안타, 44개의 홈런, 112타점, 타율 3할2푼5리의 성적을 기록했다. 2002년에는 146안타, 41홈런을 기록. 다음 해인 2003년 요미우리 자이언츠로 이적, 4번타자로서 활약했다. 일본 통산 756게임 813안타 223개의 홈런 813타점을 기록했다. 통산타율은 3할1푼7리.
도쿄 야쿠르트 스왈로스 시절 7억 2천만 엔, 요미우리 자이언츠 시절 7억 엔으로 역대 일본 프로 야구 연봉 킹의 자리를 차지했다.

### 메이저 리그및 멕시칸 리그
2005년 메이저 리그 보스턴 레드삭스 산하 트리플 A 팀 포터켓과 계약, 동년 8월 메이저 리그로 승격하여 8월 5일 캔자스시티 전에서는 1루수에 4번 타자로 선발 출장했다. 2006년 스프링 캠프 초대 선수 자격으로 시애틀 매리너스와 마이너 계약을 맺었다. 그 해 월드 베이스볼 클래식 일본 국가대표팀과의 연습 경기에서 홈런을 치기도 했다. 개막전에서 프란시스코 로드리게스로부터 대타 홈런을 기록하나 시즌 중 부진을 이유로 방출되어 잠시 야구계에서 은퇴하게 된다.
2008년 멕시칸 리그 멕시코시티 레드 데블스로 이적하여 현역에 복귀했으며, 그 해 5월 대한민국 LG 트윈스와 계약했다.

### KBO 리그
2008년 5월에 LG 트윈스와 계약한 후 4번 타자로 활약했다. 9월 왼쪽 발바닥 부상으로 많은 경기를 뛰지 못했고 LG 트윈스가 최하위를 기록했음에도 불구, 준수한 활약을 보여 주어 2009년까지 활약했다.
2009년 4월 10일 두산 베어스와의 경기에서 본인의 프로 야구 경력 최초의 3연타석 홈런을 기록했다. 3번째 홈런은 9회 말 4:5로 뒤지고 있던 상황에서 8:5로 역전시킨 끝내기 만루 홈런이었다.
공격력이 탁월하여 ‘페타신’이라는 별명이 붙었으며, 1971년생이어서 나이가 많다는 특성 때문에 ‘페타옹’이라는 별명도 있다.
하지만 그의 활약에도 불구하고 LG 트윈스는 포스트 시즌에 계속 실패하여 김재박 감독의 계약이 만료되었고, 후임 박종훈 감독은 용병을 모두 투수로 운용하겠다고 하여 그 때부터 그의 재계약이 수면위에 올랐다. 그리고 그는 연봉 100만 달러를 원하였고, 거기에 무릎 상태가 좋지 않게 되면서 재계약하지 않게 되었다. 때마침 이 때 LG 트윈스의 리빌딩과 맞물려 이택근의 트레이드 추진까지 겹치면서 페타지니는 재계약이 불투명하던 때였고, 그가 떠난 후 그의 백넘버는 이후 트레이드된 이택근에게 넘어갔다.

### 두 번째일본 프로 야구
2010년 4월 15일 소프트뱅크와 연봉 4,000만 엔의 조건으로 계약을 맺고 6년 만에 일본 프로 야구로 복귀했다. 81경기에 출전하여 타율 2할6푼1리 10홈런 41타점을 기록하며 나쁘지 않은 활약을 보였으나 2010년 11월 15일 소프트뱅크가 재계약을 포기하여 현역에서 은퇴하였다.

## 특기 사항
부인은 25세 연상인 올가로, 고등학교 시절 친하게 지낸 미셸이라는 친구의 의붓 어머니이다. 그리고 페타지니는 베네수엘라 출신이지만, 미국 국적이어서 2009년 8월 8일에는 부인의 미국 시민권 심사 문제로 잠시 미국으로 출국하기도 했다.

### 연도별 타격 성적
| 연 도    | 소 속      | 경 기 | 타 석 | 타 수 | 득 점 | 안 타 | 2 루 타 | 3 루 타 | 홈 런 | 루 타 | 타 점 | 도 루 | 도 루 자 | 희 생 번 | 희 생 플 | 볼 넷 | 고 4 | 사 구 | 삼 진 | 병 살 타 | 타 율 | 출 루 율 | 장 타 율 | O P S |
| -------- | ---------- | ----- | ----- | ----- | ----- | ----- | ------- | ------- | ----- | ----- | ----- | ----- | -------- | -------- | -------- | ----- | ---- | ----- | ----- | -------- | ----- | -------- | -------- | ----- |
| 1994년   | HOU        | 8     | 8     | 7     | 0     | 0     | 0       | 0       | 0     | 0     | 0     | 0     | 0        | 0        | 0        | 1     | 0    | 0     | 3     | 0        | .000  | .125     | .000     | .125  |
| 1995년   | SD         | 89    | 152   | 124   | 15    | 29    | 8       | 0       | 3     | 46    | 17    | 0     | 0        | 2        | 0        | 26    | 2    | 0     | 41    | 2        | .234  | .367     | .371     | .738  |
| 1996년   | NYM        | 50    | 113   | 99    | 10    | 23    | 3       | 0       | 4     | 38    | 17    | 0     | 2        | 1        | 1        | 9     | 1    | 3     | 27    | 4        | .232  | .313     | .384     | .696  |
| 1997년   | NYM        | 12    | 18    | 15    | 2     | 1     | 0       | 0       | 0     | 1     | 2     | 0     | 0        | 0        | 0        | 3     | 0    | 0     | 6     | 0        | .067  | .222     | .067     | .289  |
| 1998년   | CIN        | 34    | 79    | 62    | 14    | 16    | 2       | 1       | 3     | 29    | 7     | 1     | 0        | 0        | 1        | 16    | 0    | 0     | 11    | 2        | .258  | .405     | .468     | .873  |
| 1999년   | 야쿠르트   | 134   | 576   | 452   | 97    | 147   | 23      | 2       | 44    | 306   | 112   | 10    | 1        | 0        | 1        | 116   | 6    | 7     | 91    | 13       | .325  | .469     | .677     | 1.146 |
| 2000년   | 야쿠르트   | 136   | 588   | 484   | 91    | 153   | 30      | 0       | 36    | 291   | 96    | 7     | 2        | 0        | 3        | 97    | 7    | 4     | 116   | 7        | .316  | .432     | .601     | 1.033 |
| 2001년   | 야쿠르트   | 138   | 592   | 463   | 93    | 149   | 27      | 0       | 39    | 293   | 127   | 4     | 1        | 0        | 2        | 120   | 13   | 7     | 89    | 11       | .322  | .466     | .633     | 1.099 |
| 2002년   | 야쿠르트   | 131   | 552   | 453   | 90    | 146   | 23      | 1       | 41    | 294   | 94    | 0     | 1        | 0        | 3        | 85    | 9    | 11    | 106   | 6        | .322  | .438     | .649     | 1.087 |
| 2003년   | 요미우리   | 100   | 414   | 331   | 70    | 107   | 17      | 0       | 34    | 226   | 81    | 1     | 0        | 0        | 1        | 77    | 9    | 5     | 72    | 8        | .323  | .457     | .683     | 1.139 |
| 2004년   | 요미우리   | 117   | 467   | 383   | 70    | 111   | 17      | 0       | 29    | 215   | 84    | 2     | 1        | 0        | 4        | 75    | 5    | 5     | 76    | 14       | .290  | .409     | .561     | .970  |
| 2005년   | BOS        | 18    | 36    | 32    | 4     | 9     | 2       | 0       | 1     | 14    | 9     | 0     | 0        | 0        | 0        | 4     | 0    | 0     | 5     | 3        | .281  | .361     | .438     | .799  |
| 2006년   | SEA        | 31    | 32    | 27    | 3     | 5     | 2       | 0       | 1     | 10    | 2     | 0     | 0        | 0        | 0        | 4     | 0    | 1     | 10    | 0        | .185  | .313     | .370     | .683  |
| 2008년   | LG         | 68    | 259   | 216   | 29    | 75    | 17      | 1       | 7     | 115   | 35    | 1     | 0        | 0        | 1        | 40    | 1    | 2     | 26    | 5        | .347  | .452     | .532     | .984  |
| 2009년   | LG         | 115   | 498   | 388   | 62    | 129   | 16      | 0       | 26    | 223   | 100   | 2     | 0        | 0        | 6        | 97    | 9    | 7     | 70    | 7        | .332  | .468     | .575     | 1.043 |
| 2010년   | 소프트뱅크 | 81    | 307   | 264   | 34    | 69    | 12      | 0       | 10    | 111   | 41    | 0     | 0        | 0        | 4        | 39    | 2    | 0     | 72    | 12       | .261  | .352     | .420     | .772  |
| MLB：7年 | MLB：7年   | 242   | 438   | 366   | 48    | 83    | 17      | 1       | 12    | 138   | 54    | 1     | 2        | 3        | 2        | 63    | 3    | 4     | 103   | 11       | .227  | .345     | .377     | .722  |
| NPB：7年 | NPB：7年   | 837   | 3496  | 2830  | 545   | 882   | 149     | 3       | 233   | 1736  | 635   | 24    | 6        | 0        | 18       | 609   | 51   | 39    | 622   | 71       | .312  | .438     | .613     | 1.051 |
| KBO：2年 | KBO：2年   | 183   | 757   | 604   | 91    | 204   | 33      | 1       | 33    | 338   | 135   | 3     | 0        | 0        | 7        | 137   | 10   | 9     | 96    | 12       | .338  | .462     | .560     | 1.022 |

- 굵은 글씨는 시즌 최고 성적

## 참고 문헌
1. ↑  타격의 달인, 현수 머신이냐, 페타신이냐 - 한겨레신문
2. ↑  LG, 결국 페타지니와 결별 - 스포츠조선
3. ↑  페타지니, 소프트뱅크와 재계약 실패[깨진 링크(과거 내용 찾기)] - Osen
4. ↑  류강훈 기자 (1999년 12월 6일). “"연상의 여인과 함께 살리라" 프로야구선수들 결혼 '러시'”. 국민일보.
5. ↑  페타지니, 개인사정으로 8일 출국…5경기 결장 - 마이데일리